# به گو رین
به گو رین (انگلیسی: Bae Geu-rin زادهٔ سال ا ژانویه ۱۹۸۹) بازیگر اهل کره جنوبی است.